# Władca Pierścieni
Władca Pierścieni (ang. The Lord of the Rings) – powieść high fantasy J.R.R. Tolkiena, której akcja rozgrywa się w mitologicznym świecie Śródziemia.
Jest ona kontynuacją innej powieści tego autora zatytułowanej Hobbit, czyli tam i z powrotem.

## Sześć ksiąg
Władca Pierścieni jest często mylnie nazywany trylogią, choć w rzeczywistości jest to powieściowa całość, podzielona na sześć ksiąg. Ze względu na swoją dużą objętość, została ona wydana w trzech tomach z powodu nacisków wydawcy; nie było to jednak oryginalne zamierzenie Tolkiena. Powieść składa się z sześciu części:
Wydane w tomie I – Drużyna Pierścienia (The Fellowship of the Ring):
1. Powrót Cienia (Return of the Shadow)
2. Drużyna Pierścienia (The Fellowship of the Ring)

Wydane w tomie II – Dwie wieże (The Two Towers):
1. Zdrada Isengardu (The Treason of Isengard)
2. Podróż do Mordoru (The Journey to Mordor)

Wydane w tomie III – Powrót króla (The Return of the King):
1. Wojna o Pierścień (The War of the Ring)
2. Powrót króla (The Return of the King)

## Geneza
Popularność wcześniejszej powieści Tolkiena Hobbit (1937) spowodowała, że wydawcy poprosili pisarza o stworzenie kontynuacji. Tolkien początkowo wysłał kilka gotowych już utworów, z których przyjęto Rudego Dżila i jego psa, zaś Łazikanty i Silmarillion nie zostały dopuszczone do publikacji, jednak Tolkien pod naciskiem zaczął tworzyć nowe dzieło.
Pisaną przez około 12 lat (1937–1949) powieść sukcesywnie wydawano w Wielkiej Brytanii w latach 1954–1955. W połowie lat sześćdziesiątych XX w. Władca Pierścieni stał się fenomenem wydawniczym w krajach anglosaskich, a następnie na całym świecie. Książkę przetłumaczono na dziesiątki języków (w Polsce ukazała się w latach 1961–1963). Jej sukces spowodował gigantyczny rozwój gatunku fantasy.

## Fabuła
Akcja powieści rozpoczyna się 60 lat po wydarzeniach opisanych w Hobbicie. Czarodziej Gandalf po przybyciu do Shire, kraju hobbitów, odkrywa, że magiczny pierścień będący w posiadaniu hobbita Bilbo Bagginsa to w rzeczywistości Jedyny Pierścień stworzony przez władcę ciemności, Saurona, który pozwala kontrolować inne Pierścienie Władzy. Jeśli Sauron odzyska pierścień całe Śródziemie czeka zagłada, a jedynym sposobem na jego zniszczenie jest wrzucenie go do krateru Orodruiny, gdzie został wykuty. Zadania tego podejmuje się krewny Bilba, Frodo. Przydzielona zostaje mu drużyna, która ma go wspomagać. Jednak wskutek różnych wypadków jej członkowie rozdzielają się, a Frodo razem z Samem kontynuuje swą niebezpieczną misję. Jest to dość trudne zadanie, ponieważ Jedyny Pierścień budzi silne pożądanie w swoich posiadaczach, którzy nie mają dostatecznie silnej woli, by mu się przeciwstawić. Ich przewodnikiem zostaje Gollum, stwór, który był kiedyś w posiadaniu pierścienia i za wszelką cenę chce go odzyskać. Tymczasem reszta Śródziemia na czele z Gandalfem i następcą tronu Gondoru, Aragornem szykuje się na wojnę z armiami Saurona. Losy Śródziemia zależą jednak od dwójki hobbitów i ich misji.

## Główne motywy i interpretacje
Tolkien był wierzącym katolikiem, ale choć potwierdził, że jego dzieło jest chrześcijańskie w duchu, to równocześnie zaprzeczał jakoby była to bezpośrednia chrześcijańska alegoria, jak krytykowana przez niego pod tym względem Narnia jego przyjaciela, C.S. Lewisa.
Powieść była też interpretowana pozareligijnie. Jedyny Pierścień miał być również alegorią potężnej siły, która znalazła się w niepowołanych rękach, nieumiejących dobrze jej wykorzystać, takiej jak bomba atomowa (Władca Pierścieni był pisany głównie w latach 40. XX wieku). Tolkien zaprzeczył stwierdzeniom że jakoby Pierścień miał być alegorią broni atomowej jako takiej, stwierdziwszy, że w rzeczywistości jest to alegoria ogólnej wielkiej mocy wykorzystanej w celu dominacji.

## Przekłady na język polski
- Maria Skibniewska (teksty poetyckie – Włodzimierz Lewik), Warszawa 1961–1963, wyd. Czytelnik – trzecie (po holenderskim i szwedzkim) tłumaczenie Władcy Pierścieni na język obcy[6]
- Jerzy Łoziński, Poznań 1996–1997, wyd. Zysk i S-ka
- Władca Pierścieni, Warszawa 2001, wyd. Amber: tom I i II (części I – IV) – Maria i Cezary Frącowie, wiersze Tadeusz Olszański, tom III – opracowanie przekładu Maria i Cezary Frącowie, część V Aleksandra Januszewska, część VI Aleksandra Jagiełowicz, wiersze – Tadeusz Olszański, dodatki Ryszard Derdziński.

## Adaptacje
Władca Pierścieni został sfilmowany dwa razy. W latach 1977–1979 wytwórnia Warner Brothers podjęła próbę ekranizacji książki w postaci filmu animowanego. Przeniesienia powieści na ekran podjął się znany twórca animacji filmowych Ralph Bakshi, który nakręcił pierwszą część filmu Władca Pierścieni, obejmującą ok. półtora tomu powieści, ale wskutek konfliktu Bakshiego z producentami ekranizacja nie została ukończona. Powodem konfliktu był podział dochodów uzyskanych po premierze. Film kosztujący osiem milionów dolarów przyniósł wpływy z kin w wysokości trzydziestu milionów dolarów. Za kontynuację uważa się film wytwórni Rankin/Bass Productions pod tytułem Powrót króla z 1980 roku.
Największym problemem z ekranizacją filmu było wiarygodne przedstawienie świata opisanego przez Tolkiena. Dopiero pojawienie się rozwiniętej grafiki komputerowej pozwoliło na nakręcenie dobrego filmu. Filmowe adaptacje kolejnych tomów ukazały się w kinach, w około rocznych odstępach, w 2001, 2002 i 2003 roku, pod postacią trylogii Władca Pierścieni Petera Jacksona, bijąc rekordy oglądalności. W 2001 roku (w Polsce w lutym 2002) na ekrany wszedł film Władca Pierścieni: Drużyna Pierścienia. Kolejna część – Władca Pierścieni: Dwie wieże, ukazała się w 2002 (w Polsce w styczniu 2003). Ostatnia – Władca Pierścieni: Powrót króla, weszła na ekrany 16 grudnia 2003 (w Polsce 1 stycznia 2004) i zdobyła 11 statuetek nagród Amerykańskiej Akademii Filmowej, w tym za najlepszy film roku 2003.
Radio BBC wyprodukowało w oparciu o Władcę Pierścieni kilka słuchowisk radiowych.

### Gry komputerowe
W oparciu o powieść i filmy Władca Pierścieni powstało również wiele gier komputerowych, głównie przygodowe, strategiczne i akcji.
| Tytuł                                                         | Rok  | Wydawca                                | Producent                                                       | Platformy                                                                                    |
| ------------------------------------------------------------- | ---- | -------------------------------------- | --------------------------------------------------------------- | -------------------------------------------------------------------------------------------- |
| The Hobbit (1982)                                             | 1982 | Melbourne House                        | Beam Software                                                   | Amstrad CPC, ZX Spectrum, Commodore 64, BBC, Dragon 32, Oric Atmos, MSX, Apple II, IBM PC    |
| Lord of the Rings: Game One (AKA: The Fellowship of The Ring) | 1985 | Melbourne House                        | Beam Software                                                   | ZX Spectrum, Commodore 64, BBC, Dragon 32, Macintosh, Apple II, IBM PC                       |
| The Shadows of Mordor                                         | 1987 | Melbourne House                        | Beam Software                                                   | Amstrad CPC, Commodore 64, ZX Spectrum, Apple II, IBM PC                                     |
| War in Middle-earth                                           | 1988 | Melbourne House                        | Melbourne House                                                 | C64, Spectrum, Amstrad CPC, Amiga, Atari ST, IBM PC                                          |
| The Crack of Doom                                             | 1989 | Melbourne House                        | Beam Software                                                   | Commodore 64, IBM PC                                                                         |
| The Lord of the Rings Volume 1                                | 1990 | Interplay, Electronic Arts             | Interplay, Chaos Studios (Amiga)                                | Amiga, IBM PC                                                                                |
| The Lord of the Rings Volume 2                                | 1991 | Interplay                              | Interplay                                                       | IBM PC                                                                                       |
| J.R.R. Tolkien’s Riders of Rohan                              | 1991 | Konami, Mirrorsoft                     | Beam Software, Papyrus                                          | IBM PC                                                                                       |
| The Lord of the Rings Volume 1                                | 1994 | Interplay                              | Interplay                                                       | Super NES                                                                                    |
| Władca Pierścieni: Drużyna Pierścienia                        | 2002 | Vivendi Universal Games                | Surreal Software                                                | MS Windows, PlayStation 2                                                                    |
| Władca Pierścieni: Drużyna Pierścienia                        | 2002 | Vivendi Universal Games                | The Whole Experience                                            | Xbox                                                                                         |
| Władca Pierścieni: Drużyna Pierścienia                        | 2002 | Vivendi Universal Games                | Pocket Studios                                                  | Game Boy Advance                                                                             |
| Władca Pierścieni: Dwie wieże                                 | 2002 | Electronic Arts                        | Stormfront Studios Hypnos Entertainment (GCN)                   | PlayStation 2, Xbox, GameCube                                                                |
| Władca Pierścieni: Dwie wieże                                 | 2002 | Electronic Arts                        | Griptonite Games                                                | Game Boy Advance                                                                             |
| Władca Pierścieni: Powrót króla                               | 2003 | Electronic Arts Aspyr (OS X)           | Electronic Arts,Hypnos Entertainment (GCN & Xbox) Beenox (OS X) | MS Windows, PlayStation 2, Xbox, GameCube, OS X                                              |
| Władca Pierścieni: Powrót króla                               | 2003 | Electronic Arts                        | Griptonite Games                                                | Game Boy Advance                                                                             |
| Władca Pierścieni: Wojna o Pierścień                          | 2003 | Sierra                                 | Liquid Entertainment                                            | MS Windows                                                                                   |
| The Hobbit                                                    | 2003 | Sierra                                 | Midway Austin                                                   | MS Windows, PlayStation 2, Xbox, GameCube                                                    |
| The Hobbit                                                    | 2003 | Sierra                                 | Saffire                                                         | Game Boy Advance                                                                             |
| Władca Pierścieni: Trzecia Era                                | 2004 | Electronic Arts                        | Electronic Arts                                                 | PlayStation 2, Xbox, GameCube                                                                |
| Władca Pierścieni: Trzecia Era (GBA)                          | 2004 | Electronic Arts                        | Griptonite Games                                                | Game Boy Advance                                                                             |
| Władca Pierścieni: Bitwa o Śródziemie                         | 2004 | Electronic Arts                        | EA Los Angeles                                                  | MS Windows                                                                                   |
| The Lord of the Rings: Tactics                                | 2005 | Electronic Arts                        | Adrenium Games                                                  | PlayStation Portable                                                                         |
| Władca Pierścieni: Bitwa o Śródziemie II                      | 2006 | Electronic Arts                        | EA Los Angeles                                                  | MS Windows, Xbox 360                                                                         |
| Władca Pierścieni: Bitwa o Śródziemie II – Król Nazguli       | 2006 | Electronic Arts                        | EA Los Angeles                                                  | MS Windows                                                                                   |
| The Lord of the Rings Online: Shadows of Angmar               | 2007 | Turbine, Inc., Midway                  | Turbine, Inc.                                                   | MS Windows                                                                                   |
| The Lord of the Rings Online: Mines of Moria                  | 2008 | Turbine, Inc., Midway                  | Turbine, Inc.                                                   | MS Windows                                                                                   |
| Władca Pierścieni: Podbój                                     | 2009 | Electronic Arts                        | Pandemic Studios                                                | Xbox 360, PlayStation 3, MS Windows, Nintendo DS                                             |
| The Lord of the Rings Online: Siege of Mirkwood               | 2009 | Turbine, Inc.                          | Turbine, Inc.                                                   | MS Windows                                                                                   |
| Władca Pierścieni: Wyprawa Aragorna                           | 2010 | Warner Bros. Interactive Entertainment | Headstrong Games TT Fusion                                      | Wii, Nintendo DS, PlayStation 2, PlayStation Portable, PlayStation 3                         |
| Władca Pierścieni: Wojna na Północy                           | 2011 | Warner Bros. Interactive Entertainment | Snowblind Studios                                               | PlayStation 3, MS Windows, Xbox 360                                                          |
| The Lord of the Rings Online: Rise of Isengard                | 2011 | Warner Bros. Interactive Entertainment | Turbine, Inc.                                                   | MS Windows                                                                                   |
| The Lord of the Rings Online: Riders of Rohan                 | 2012 | Warner Bros. Interactive Entertainment | Turbine, Inc.                                                   | MS Windows                                                                                   |
| Guardians of Middle-earth                                     | 2012 | Warner Bros. Interactive Entertainment | Monolith Productions                                            | Xbox 360, PlayStation 3                                                                      |
| Lego The Lord of the Rings: Władca Pierścieni                 | 2012 | Warner Bros. Interactive Entertainment | Traveller’s Tales                                               | Microsoft Windows, Wii, Nintendo 3DS, PlayStation Vita, PlayStation 3, Nintendo DS, Xbox 360 |
| The Hobbit: Kingdoms of Middle-earth                          | 2012 | Warner Bros. Interactive Entertainment | Kabam                                                           | Android, iOS                                                                                 |
| Śródziemie: Cień Mordoru                                      | 2014 | Warner Bros. Interactive Entertainment | Monolith Productions                                            | Microsoft Windows, Xbox 360, PlayStation 3, Xbox One, PlayStation 4                          |
| Śródziemie: Cień wojny                                        | 2017 | Warner Bros. Interactive Entertainment | Monolith Productions                                            | Microsoft Windows, Xbox One, Playstation 4                                                   |